# Sool (Somália)
Sool ou Şōl (em somali: Sool, em árabe: صول) é uma região administrativa (gobol) da Somália, sua capital é a cidade de Laascaanood. A região é disputada pela autodeclarada República da Somalilândia e pelo Estado de Khatumo.
A região tem sido reivindicada por Puntlândia, como parte de seu território, desde 1998, ano que Puntlândia se autodeclarou estado autônomo, desde então Sool tornou-se palco de conflitos e disputas.
|  |

## Distritos
Sool está dividida em 6 distritos:
- Ainabo
- Boane
- Hudu
- Laascaanood
- Taleh
- Yagori